# Bélayerla
Bélayerla est une localité située dans le département de Bitou de la province du Boulgou dans la région Centre-Est au Burkina Faso.

## Démographie
| 2003  | 2006  | 2012 |
| ----- | ----- | ---- |
| 1 230 | 1 834 | -    |

## Santé et éducation
Le centre de soins le plus proche de Bélayerla est le centre médical (CM) de Bitou tandis que le centre médical avec antenne chirurgicale (CMA) de la province se trouve à Tenkodogo.
Bélayerla possède une école primaire publique. 